# تصميم تجربة الموظف
تصميم تجربة الموظف هو تطبيق تصميم التجربة بهدف تصميم منتجات إدارة الموارد البشرية وخدماتها وأحداثها وبيئاتها التنظيمية بشكل مقصود مع التركيز على جودة تجربة الموظف وتوفير حلول ملائمة للمنظمة.

## نظرة عامة
يمكن وصف تصميم تجربة الموظف على أنه "التصميم المقصود للاستخدام النشط أو السلبي لمنتجات أو خدمات إدارة الموارد البشرية" وتجارب الموظفين عمومًا التي تؤثر على ردة فعلهم العاطفية وبالتالي سلوكهم الخاص وولائهم.
الافتراض الأساسي هو أن أفضل العلاقات (العملاء/الموظفين) هي ذات طابع عاطفي وتحقق عندما تنجح الشركات في تلبية احتياجات معينة (مثل التعويض) وأيضا تجعل التفاعلات ممتعة.
الهدف هو تحقيق تجربة عملاء أفضل من خلال زيادة مشاركة الموظفين وتمكينهم. بحسب كريبندورف تركز تصميم تجربة الموظف على خلق فرص ذات مغزى وتعزيز تحقيق الطموحات والاحتياجات النفسية الأساسية للموظف مثل الاستقلالية والكفاءة والانتماء.

## الأساليب
فيما يتعلق باستراتيجية التصميم يعد تصميم تجربة الموظف نهجا شاملا لتحسين بيئة العمل يستخدم أساليب ومبادئ تصميم التجربة مثل التفكير التصميمي والتعاون في الإبداع والتصميم التعاطفي ويستخدم أيضا أدوات وتقنيات تعتبر مشتركة في إدارة تجربة العملاء وتصميم الخدمات مثل رسم رحلة تجربة الموظف أو تحليل نقاط الاتصال.
يتمثل الهدف التصميمي الأساسي في تجربة الموظف حيث يجد الموظف - عندما يكون ناجحا - تجربة فريدة ولا تنسى وقابلة للمداومة على مر الزمن ويرغب في تكرارها والاستفادة منها ويروج لها بحماس عن طريق الشفاه. من المفترض أن تشجع تحقيق الولاء من خلال إنشاء اتصال عاطفي من خلال سياق جذاب ومقنع ومتسق.
تتضمن فئات سياق تصميم تجربة الموظف المنتجات والعمليات والأشياء المادية والمحتوى والمساحة والتفاعلات.
على الرغم من أن تصميم تجربة الموظف مفيد لخلق تجارب إيجابية للعملاء إلا أنه أيضا مفيد للأدوار غير المتعاملة مع العملاء.
يمكن أن تتكون تجربة الموظف الناجحة من عدة عناصر بما في ذلك بيئة المكتب والمكافآت والفوائد وسياسات العمل المرنة وسياسات اللباس العارضة.

## أصحاب المصلحة
تلعب إدارة الموارد البشرية دورا مركزيا في تصميم وتوزيع وتقديم تجربة الموظف. حيث تعمل عبر التسلسل الهرمي والأقسام المختلفة. ونظرا لأن التعاون في الإبداع هو مبدأ تصميم مهم فإنها مهمة مشتركة ومسؤولية مشتركة بين القيادة ومحترفي الموارد البشرية والموظفين. وبموجب منطق سلسلة الخدمة-الربح فإن المستفيدين هم أيضا العملاء حيث يستفيدون من تحسين جودة الخدمة والمنظمة نفسها من خلال زيادة الأرباح.